# Kubanische Fußballnationalmannschaft (U-20-Männer)
Die kubanische U-20-Fußballnationalmannschaft ist eine Auswahlmannschaft kubanischer Fußballspieler. Sie unterliegt der Asociación de Fútbol de Cuba und repräsentiert sie international auf U-20-Ebene, etwa in Freundschaftsspielen gegen die Auswahlmannschaften anderer nationaler Verbände oder bei der U-20-Fußball-Weltmeisterschaft und der CONCACAF U-20-Meisterschaft.
Bei ihrer bislang einzigen Teilnahme an einer U-20-WM schied die Mannschaft 2013 in der Gruppenphase aus.
1970 und 1974 erreichte sie das Finale der CONCACAF-Meisterschaft, verlor aber jeweils gegen Mexiko.

## Teilnahme an U-20-Weltmeisterschaften
| 1977 | nicht qualifiziert |
| 1979 | nicht qualifiziert |
| 1981 | nicht qualifiziert |
| 1983 | nicht qualifiziert |
| 1985 | nicht qualifiziert |
| 1987 | nicht qualifiziert |
| 1989 | nicht qualifiziert |
| 1991 | nicht qualifiziert |
| 1993 | nicht qualifiziert |
| 1995 | nicht qualifiziert |
| 1997 | nicht qualifiziert |
| 1999 | nicht qualifiziert |
| 2001 | nicht qualifiziert |
| 2003 | nicht qualifiziert |
| 2005 | nicht qualifiziert |
| 2007 | nicht qualifiziert |
| 2009 | nicht qualifiziert |
| 2011 | nicht qualifiziert |
| 2013 | Vorrunde           |
| 2015 | nicht qualifiziert |
| 2017 | nicht qualifiziert |
| 2019 | nicht qualifiziert |
| 2023 | nicht qualifiziert |

## Teilnahme an CONCACAF U-20-Meisterschaft
(1962 bis 1997 CONCACAF Jugendturnier, 1998 bis 2007 in zwei Gruppen ausgetragene Qualifikation zur U-20-WM, seit 2009 CONCACAF U-20-Meisterschaft)
| 1962 | nicht teilgenommen  |
| 1964 | nicht teilgenommen  |
| 1970 | 2. Platz            |
| 1973 | 3. Platz            |
| 1974 | 2. Platz            |
| 1976 | nicht teilgenommen  |
| 1978 | nicht teilgenommen  |
| 1980 | Viertelfinale       |
| 1982 | nicht teilgenommen  |
| 1984 | Vorrunde            |
| 1986 | 4. Platz            |
| 1988 | 4. Platz            |
| 1990 | nicht qualifiziert  |
| 1992 | Vorrunde            |
| 1994 | nicht teilgenommen  |
| 1996 | nicht teilgenommen  |
| 1998 | nicht teilgenommen  |
| 2001 | nicht qualifiziert  |
| 2003 | 3. Platz (Gruppe A) |
| 2005 | nicht qualifiziert  |
| 2007 | nicht qualifiziert  |
| 2009 | nicht qualifiziert  |
| 2011 | Viertelfinale       |
| 2013 | 4. Platz            |
| 2015 | Vorrunde            |
| 2017 | nicht qualifiziert  |
| 2017 | Vorrunde            |
| 2022 | Achtelfinale        |